# Портреты Эль Греко

## Список

### Мужские портреты
| Картина | Название | Год создания                 | Техника       | Размеры (см)  | Галерея                                  | Прим. |
| ------- | --- | ---------------------------- | ------------- | ------------- | ---------------------------------------- | --- |
|         | Портрет Джулио Кловио (Retrato de Giulio Clovio)                                                             | ок. 1570                     | Дерево, масло | 58 × 86       | Музей Каподимонте, Неаполь               | Римский период |
|         | Мужской портрет (Портрет Джованни Баттиста Порта, или Антонио Палладио) (Retrato de Giovanni Battista Porta) | 1570 - 1575                  | Холст, масло  | 116 × 98      | Национальная галерея Дании, Копенгаген   | Римский период. В 19 веке считался автопортретом Тинторетто. |
|         | Портрет Винченцо Анастаджи (Retrato de Vincenzo Anastagi)                                                    | ок. 1575                     | Холст, масло  | 188 × 126,7   | Коллекция Фрика, Нью-Йорк                | Римский период |
|         | Рыцарь с рукой на груди                                                                                      | ок. 1580 (или 1576—1579)     | Холст, масло  | 81,8 × 65,8   | Прадо, Мадрид                            | Первый толедский период |
|         | Портрет кабальеро из дома Лейва (Retrato de un caballero de la Casa de Leiva)                                | 1579 — 1586                  | Холст, масло  | 88 × 69       | Музей изящных искусств Монреаля          | Первый толедский период. Модель сейчас идентифицирована как Алонсо Мартинес де Лейва (es) |
|         | Портрет святого Алоизия Гонзага (?) (Retrato de San Luis Gonzaga)                                            | 1579 — 1586                  | Холст, масло  | 74 × 57       | Частная коллекция                        | Первый толедский период. Идентификация модели под вопросом |
|         | Голова старика (Автопортрет) (Autorretrato)                                                                  | 1579 — 1586                  | Холст, масло  | 52,7 × 46,7   | Метрополитен-музей, Нью-Йорк             | Первый толедский период. Предположительный автопортрет |
|         | Портрет врача, или Родриго де ла Фуэнте (Retrato de un médico)                                               | 1582 -1585 (или 1579 - 1586) | Холст, масло  | 95 × 82       | Прадо, Мадрид                            | Первый толедский период. Точная личность и изображенного неизвестна |
|         | Хулиан Ромеро и святой Юлиан (Julián Romero y su santo patrono)                                              | 1612-1614 (или 1587—1597)    | Холст, масло  | 206,7 × 127,5 | Прадо, Мадрид                            | Средний толедский период. Изображен генерал Хулиан Ромеро (es) и его святой покровитель, предположительно Юлиан, или же Людовик |
|         | Портрет молодого человека (Retrato de caballero joven)                                                       | 1600-1605 (или 1587—1597)    | Холст, масло  | 65 × 49       | Прадо, Мадрид                            | Средний толедский период. |
|         | Портрет неизвестного (Retrato de un caballero)                                                               | ок. 1586 (или 1587—1597)     | Холст, масло  | 67 × 55       | Прадо, Мадрид                            | Средний толедский период. Атрибуция кисти Эль Греко некоторыми ставится под сомнение |
|         | Портрет Родриго Васкеса де Арсе (Retrato de Rodrigo Vázquez de Arce)                                         | 1587-1597                    | Холст, масло  | 62,5 × 42     | Прадо, Мадрид                            | Картина атрибутируется мастерской Эль Греко, предположительно копия с утерянного оригинала. Изображен Родриго Васкес де Арке (es) |
|         | Портрет пожилого мужчины (Retrato de caballero anciano)                                                      | 1587-1600                    | Холст, масло  | 46 × 43       | Прадо, Мадрид                            | Средний толедский период. |
|         | Портрет кардинала Фернандо Ниньо де Гевары (Retrato del cardenal Fernando Niño de Guevara)                   | ок. 1600                     | Холст, масло  | 67,2 × 42,5   | Метрополитен-музей, Нью-Йорк             | Поздний толедский период Традиционно считается, что изображен инквизитор де Гевара (es). Существует поясной вариант, по одной из версий — работы Эль Греко, по другой — копия.                                                               |
|         | Портрет Диего де Коваррубиаса (Retrato de Diego de Covarrubias)                                              | ок. 1600 (или 1597-1603)     | Дерево, масло | 68 × 57       | Музей Эль Греко, Толедо                  | Посмертный портрет, написанный, видимо, по прижизненному работы Алонсо Санчеса Коэльо. Видимо, сделан в пандан к портрету брата (см. ниже). Эксперты считают, что Эль Греко в обоих картинах писал только лица, остальное работа мастерской. |
|         | Портрет Антонио де Коваррубиаса (Retrato de Antonio de Covarrubias)                                          | 1597-1603                    | Холст, масло  | 65 × 52       | Лувр, Париж                              | Антонио (es) был братом Диего (см. выше) и, в отличие от него, был жив во время написания картины. Являлся другом Эль Греко. |
|         | Портрет Антонио де Коваррубиаса (Retrato de Antonio de Covarrubias)                                          | 1597-1603                    |               | 65 х 55       | Музей Эль Греко, Толедо                  | Аналог предыдущего |
|         | Портрет неизвестного (Retrato de caballero desconocido)                                                      | 1603-1607                    | Холст, масло  | 64 × 51       | Прадо, Мадрид                            | |
|         | Портрет герцога Бенавенте (Retrato del Duque de Benavente)                                                   | 1597-1603                    | Холст, масло  | 101 x 76      | Музей Бонна, Байонна                     | Относительно личности изображенного уверенности нет. |
|         | Портрет Хорхе Мануэла Теотокопулоса (Retrato de Jorge Manuel Theotocópuli)                                   | 1597-1603 (или ок. 1603)     | Холст, масло  | 81 × 56       | Музей изящных искусств Севильи, Севилья  | Изображен сын художника. |
|         | Портрет старика (Мануила Теотокопулоса?) (Retrato de Manusso Theotokópoulos)                                 | 1603 — 1607                  |               | 47 x 39       | Музей Нортона Саймона, США               | Последние годы. Атрибутируется кисти Эль Греко. Предположительно изображает старшего брата художника. |
|         | Портрет неизвестного (Retrato de un hidalgo)                                                                 | 1603 — 1607                  |               | 108 x 86      | Частная коллекция                        | Картина имеет плохую сохранность, утрачены большие участки авторской живописи |
|         | Портрет неизвестного (Retrato de caballero desconocido)                                                      | ок. 1595—1600                | Холст, масло  | 74 x 47       | Поллок-Хаус, Глазго                      | Первоначально картина имела другие размеры |
|         | Портрет Херонимо де Севальоса (Retrato de Jerónimo de Cevallos)                                              | 1609-1613 (или 1608 - 1614)  | Холст, масло  | 65 × 55       | Прадо, Мадрид                            | Изображен семейный адвокат (es) |
|         | Портрет фра Ортенсьо Феликса Паравасино (Retrato de Fray Hortensio Félix Paravicino)                         | ок. 1609                     | Холст, масло  | 112,1 × 86,1  | Музей изящных искусств, Бостон           | |
|         | Портрет кардинала Тавера (Retrato del cardenal Tavera)                                                       | 1609(ок. 1608)               | Холст, масло  | 103 × 82      | Госпиталь Тавера, Толедо                 | Посмертный портрет кардинала (es) на основе посмертной маски и портрета работы Алонсо Берругете. |
|         | Портрет монаха-тринитария (Retrato de un monje trinitario)                                                   | ок. 1605 — 1610              |               | 93 x 84       | Музей Нельсона-Эткинса, Канзас-Сити      | |
|         | Портрет мастера (Retrato de un maestro)                                                                      | ок. 1600                     |               | 79 x 64       | Музей Пикардии, Амьен                    | |
|         | Портрет Франсиско де Писа, или Портрет каноника Босио (Retrato de Francisco de Pisa)                         | 1610-1614 (или 1600 - 1610)  | Холст, масло  | 107 × 90      | Художественный музей Кимбелла, Форт-Уэрт | Предположительно изображен историк Франсиско де Писа (es) или, если судить по тексту в книге, историк Джакомо Босио (en) |
|         | Портрет дона Гарсиа Ибаньеса де Мухика (Retrato de Don García Ibáñez de Múgica)                              | 1610 — 1614                  |               | 120 x 100     | Авильский собор                          | Авторство сомнительно. |

#### Групповые портреты
| Картина | Название                                                                  | Год создания         | Техника      | Размеры (см) | Галерея                                   | Прим. |
| ------- | ------------------------------------------------------------------------- | -------------------- | ------------ | ------------ | ----------------------------------------- | --- |
|         | Распятый Христос с двумя донаторами (Cristo crucificado con dos donantes) | ок. 1590 (1576—1579) | Холст, масло | 260 × 171    | Лувр, Париж                               | Первый толедский период. Изображенные раньше считались братьями Коваррубиас, теперь считается, что мужчина слева — Дионисио Мельгар, каноник монастыря Сан Херонимо в Толедо |
|         | Погребение графа Оргаса                                                   | 1586 - 1588          | Холст, масло | 480 × 360    | Церковь Санто-Томе, Толедо                | Первый толедский период |
|         | Мадонна делла Мизерикордия                                                | 1603-1605            |              | 155×123      | Святилище Богоматери милосердия, Ильескас | В числе изображенных сын художника |

### Женские портреты
| Картина | Название                                                              | Год создания  | Техника | Размеры (см)  | Галерея                    | Прим. |
| ------- | --------------------------------------------------------------------- | ------------- | ------- | ------------- | -------------------------- | --- |
|         | Женский портрет (Retrato de una dama)                                 | ок. 1577—1580 | 40 x 32 | Дерево, масло | Музей искусств Филадельфии | Атрибутируется, но авторство сомнительно |
|         | Портрет дамы с цветком в волосах (La dama con una flor en el cabello) | ок. 1595—1600 | 50 x 42 |               | Частная коллекция          | Единственный подписной женский портрет работы Эль Греко и единственный, чье авторство бесспорно. Предположительно изображает невестку художника. |

«Дама в меховой накидке», долгое время считавшаяся работой Эль Греко, предположительно, портретом его возлюбленной, после проведенных недавно технологических исследований теперь вошла в список работ Алонсо Санчеса Коэльо.